# Hakea hookeriana
Hakea hookeriana är en tvåhjärtbladig växtart som beskrevs av Meissn.. Hakea hookeriana ingår i släktet Hakea och familjen Proteaceae. Inga underarter finns listade i Catalogue of Life.